# 吉良広義
吉良 広義（きら ひろよし、男性、生年月日不詳 - ）は、日本の漫画家。主に成年向け漫画雑誌で活動。

## 来歴
1999年、エンジェル出版『ANGEL倶楽部』で商業誌デビュー。以後、主に同誌の他コアマガジン『コミックゼロエクス』『コミックメガプラス』、ワニマガジン社『COMIC華漫』等に作品が掲載されている。
同人活動は1999年頃まで同人サークル「R2」他で数冊の同人誌に参加。2009年に同人サークル「Peach hips」で10年ぶりに発行が再開された。

## 作品リスト

### 単行本
特記のない限りエンジェル出版のエンジェルコミックスレーベルよりの発行。
成年向け作品
- 『わかな先生に気をつけろ』 2000年4月 ISBN 978-4-8730-6061-3
- 『ボトムノック』 2001年8月 ISBN 978-4-8730-6106-1
- 『女王蜂』 2002年5月 ISBN 978-4-8730-6138-2
  - （スペイン語版）『La abeja reina』 Barcelona La Cúpula 2005年12月 ISBN 978-8-4783-3671-5
- 『妄想貴族』 2003年4月 ISBN 978-4-8730-6165-8
- 『女狐』 晋遊舎 <晋遊舎コミックス> 2003年9月 ISBN 978-4-8838-0373-6
- 『痴女膜』 2004年3月 ISBN 978-4-8730-6184-9
- 『魅毒』 2004年12月 ISBN 978-4-8730-6203-7
- 『ぶっこヌキ教室』 2005年10月 ISBN 978-4-8730-6224-2
- 『姦書』 松文館 <別冊エースファイブコミックス> 2006年6月 ISBN 978-4-7901-1738-4
- 『代表取締役マゾ』 2007年2月 ISBN 978-4-8730-6258-7
- 『ラブレター』 コアマガジン <ホットミルクコミックス> 2008年2月 ISBN 978-4-8625-2709-7
- 『食べたい舐めたい団地妻』 2008年9月 ISBN 978-4-8730-6303-4
- 『痴女惑星』 コアマガジン <ホットミルクコミックス> 2009年9月 978-4-8625-2709-7
- 『痴女のアナ』 ワニマガジン社 <WANI MAGAZINE COMICS SPECIAL> 2009年7月 ISBN 978-4-8626-9097-5
- 『夢想戦隊イテマウンジャー』 2010年3月 ISBN 978-4-8730-6341-6

### 参加アンソロジー
特記のない限り松文館の別冊エースファイブコミックスレーベルよりの発行。
成年向け作品
- 『母子暴姦Vol.3』 2005年7月 ISBN 978-4-7901-1533-5
- 『母子暴姦Vol.4』 2005年9月 ISBN 978-4-7901-1574-8
- 『この人痴漢です!2』 2005年10月 ISBN 978-4-7901-1592-2
- 『母子暴姦Vol.5』 2005年11月 ISBN 978-4-7901-1610-3
- 『この人痴漢です!3』 2005年12月 ISBN 978-4-7901-1631-8
- 『母子暴姦Vol.6』 2006年1月 ISBN 978-4-7901-1647-9
- 『この人痴漢です!4』 2006年2月 ISBN 978-4-7901-1665-3
- 『痴漢通信』 2008年1月 ISBN 978-4-7901-2069-8
- 『レイプ通信』 2008年2月 ISBN 978-4-7901-2084-1
- 『輪姦通信』 2008年4月 ISBN 978-4-7901-2113-8
- 『巨乳通信』 2008年6月 ISBN 978-4-7901-2138-1

全年齢向け作品
- 『クイーンズブレイドアンソロジーコミックス』 ホビージャパン <HJコミックス> 2007年4月 ISBN 978-4-8942-5543-2

### 同人誌
成年向け作品
- 『HITOYO HITOYONI HITO 2GOU』 R2 1998年5月
- 『hitoyo hitoyoni V3』 R2 1998年12月
- 『MILLENIUM SCUM』BASIC CHAMPIONS  2000年5月
- 『NO パンツ、NO LIFE』 Peach hips 2009年12月31日